# مالك شكوحي
مالك شكوحي (مواليد 5 أبريل 1960) لاعب كرة قدم سوري كان يجيد اللعب في مركز حراسة المرمى. لعب مع منتخب سوريا الوطني في نهائيات كأس آسيا عامي 1984 و1988.

## روابط خارجية
- مالك شكوحي على موقع الاتحاد الدولي (مؤرشف)  (الإنجليزية)
- مالك شكوحي على موقع ناشيونال فوتبول تيمز (الإنجليزية)
- مالك شكوحي على موقع عالم كرة القدم.نت (الإنجليزية)